# プリティーリズム・オールスターセレクション
『プリティーリズム・オールスターセレクション』は、タカラトミーとシンソフィアが共同開発したアーケードゲーム『プリティーリズム』および『プリパラ』を原作とする日本のテレビアニメ。
『プリティーリズム・オーロラドリーム（以下、オーロラドリーム）』、『プリティーリズム・ディアマイフューチャー（以下、ディアマイフューチャー）』、『プリティーリズム・レインボーライブ（以下、レインボーライブ）』の3作品の傑作選として、2014年4月5日から6月14日までテレビ東京系列で放送された。

## 概要
3シリーズ・全153話に渡って放送された『プリティーリズム』シリーズの掉尾を飾る傑作選であると同時に、『プリティーリズム』シリーズと『プリパラ』を繋ぐ橋渡しの役割も担う番組である。『オーロラドリーム』・『ディアマイフューチャー』・『レインボーライブ』・『プリパラ』の主人公が一堂に会し、『プリティーリズム』各シリーズの主人公たちが『プリパラ』でアイドルデビューする真中らぁらに、アイドルとしての心得を自分たちが番組内で経験したエピソードを通して教えるという形で進行していく。また、『プリパラ』の存在が番組内で発表された第9話以降は、『プリパラ』についても多少ではあるが説明している。
タイトルロゴは、アーケードゲーム『プリティーリズム・オールスターレジェンドコーデ編』の文字換えである。

## 登場キャラクター
番組の進行役として、以下の4人がプチキャラで登場する。なお各キャラクターの詳細については、プリティーリズムのプレイヤーキャラクター並びに各番組の項目を参照のこと。
春音あいら
声 - 阿澄佳奈
『オーロラドリーム』の主人公。引っ込み思案な性格は変わらず、暴走しがちなみあとらぁらに振り回されている。口癖の「ぎゃふん」も相変わらずであり、ずっこける際になるとらぁらも一緒に言うことがある。『オーロラドリーム』と『ディアマイフューチャー』に登場しているが、姿は『オーロラドリーム』の時のもの。
上葉みあ
声 - 大久保瑠美
『ディアマイフューチャー』の主人公。自信家でテンションが高く暴走するところは変わらず、他の3人をずっこけさせることが多々ある。同じ元気いっぱいのらぁらとは気が合う。
彩瀬なる
声 - 加藤英美里
『レインボーライブ』の主人公。『レインボーライブ』は『オーロラドリーム』・『ディアマイフューチャー』とは異なった世界観のため、あいらやみあと顔を合わせるのは本作が初めてとなる。個性が強い3人に押されがちだが、先輩としてらぁらに助言をするなど頼もしい一面もある。
真中らぁら
声 - 茜屋日海夏
『プリパラ』の主人公。声が大きいのが特徴。何事にも一所懸命だが、それが災いしてみあもびっくりするほどの予期せぬ行動をすることがある。口癖は「かしこま！」。『プリパラ』でアイドルデビューする彼女が、アイドルとしての先輩であるプリズムスターのあいら・みあ・なるの3人からアイドルとしての心得をレッスンしてもらうというのが本作の主旨である。

## スタッフ
- 監督 - 菱田正和
- シリーズ構成・脚本 - 赤尾でこ
- 絵コンテ - 日歩冠星
- 演出 - 小林浩輔
- 作画 - 斉藤里枝
- キャラクターデザイン - 斉藤里枝、原将治
- FLASHアニメーション - 落合桃子
- アソシエイトプロデューサー - 番泰之（テレビ東京）、鈴木祐治、大庭晋一郎、岩瀬智彦
- プロデューサー - 高林庸介（テレビ東京）、三浦直樹、吉田昇一
- 製作 - テレビ東京、NAS、タツノコプロ

## 主題歌
オープニングテーマ
「You May Dream」（第1、5話）
作詞 - 池畑伸人 / 作曲・編曲 - 長岡成貢 / 歌 - LISP
『オーロラドリーム』より。
「Dear My Future 〜未来の自分へ〜」（第2話）
作詞 - 池畑伸人 / 作曲・編曲 - 長岡成貢 / 歌 - Prizmmy☆
『ディアマイフューチャー』より。
「BOY MEETS GIRL」（第3、6話）
作詞・作曲 - 小室哲哉 / 編曲 - michitomo / 歌 - Prizmmy☆
『レインボーライブ』より。
「パンピナッ!」（第4話、第10話）
作詞 - NOBE / 作曲・編曲 - michitomo / 歌 - Prizmmy☆
『ディアマイフューチャー』より。
「Life is Just a Miracle 〜生きているって素晴らしい〜」（第7話）
作詞 - 池畑伸人 / 作曲・編曲 - 長岡成貢 / 歌 - Prizmmy☆（C.V.大久保瑠美・高森奈津美・津田美波・佐倉綾音）
『ディアマイフューチャー』より。
「CRAZY GONNA CRAZY」（第8話）
作詞・作曲 - TETSUYA KOMURO / 編曲 - michitomo / 歌 - Prizmmy☆
『レインボーライブ』より。
「1000%キュンキュンさせてよ♥」（第9話）
作詞 - 池畑伸人 / 作曲・編曲 - 長岡成貢 / 歌 - プリティーリズム☆オールスターズ（阿澄佳奈・原紗友里・片岡あづさ・米澤円・明坂聡美）
『オーロラドリーム』より。
「Butterfly Effect」（第11話）
作詞 - 琴織 / 作曲 - michitomo / 編曲 - KOJI oba / 歌 - Prizmmy☆
『レインボーライブ』より。
エンディングテーマ
「Happy GO Lucky!〜ハピ☆ラキでゴー!〜」（第1話）
作詞 - 池畑伸人 / 作曲・編曲 - 長岡成貢 / 歌 - SUPER☆GiRLS
『オーロラドリーム』より。
「my Transform」（第2話）
作詞 - NOBE / 作曲・編曲 - michitomo / 歌 - Prizmmy☆
『ディアマイフューチャー』より。
「RainBow×RainBow」（第3、6話）
作詞 - kentaro akutsu / 作曲 - KOJI oba / 編曲 - michitomo / 歌 - Prism☆Box
『レインボーライブ』より。
「シュワシュワBABY」（第4話、第10話）
作詞 - HASEGAWA / 作曲 - HAN SANG WON・LEE JIN SUNG・MELODYN JUN YOUNG / 編曲 - HAN SANG WON・MELODYN JUN YOUNG / 歌 - PURETTY
『ディアマイフューチャー』より。
「We Will Win! -ココロのバトンでポ・ポンのポ〜ン☆-」（第5話）
作詞 - 池畑伸人 / 作曲・編曲 - 長岡成貢 / 歌 - 東京女子流
『オーロラドリーム』より。
「Body Rock」（第7話）
作詞 - NOBE / 作曲・編曲 - michitomo / 歌 - Prizmmy☆
『ディアマイフューチャー』より。
「I Wannabee myself!! 〜自分らしくいたい!〜」（第8話）
作詞 - 池畑伸人 / 作曲・編曲 - 長岡成貢 / 歌 - ハッピーレイン♪（CV.加藤英美里・小松未可子・芹澤優）
『レインボーライブ』より。
「Everybody's Gonna be Happy」（第9話）
作詞 - 池畑伸人 / 作曲・編曲 - 長岡成貢 / 歌 - Prizmmy☆
『オーロラドリーム』より。
「ハッピースター☆レストラン」（第11話）
作詞 - NOBE / 作曲 - michitomo / 編曲 - KOJI oba / 歌 - Prism☆Box（avex entertainment）
『レインボーライブ』より。
挿入歌
「1/1000永遠の美学」（第1話）
作詞 - 池畑伸人・長岡成貢 / 作曲・編曲 - 長岡成貢 / 歌 - Callings ショウ・ヒビキ・ワタル
『オーロラドリーム』より。
「You May Dream（オーロラライジング Ver.）」（第2話）
作詞 - 池畑伸人 / 作曲・編曲 - 長岡成貢 / 歌 - LISP（阿澄佳奈・片岡あづさ・原紗友里）
『ディアマイフューチャー』より。
「gift」（第3、11話）
作詞 - 三重野瞳 / 作曲・編曲 - 斉藤恒芳 / 歌 - りんね（CV.佐倉綾音）
『レインボーライブ』より。
「Reboot」（第3話）
作詞 - 三重野瞳 / 作曲・編曲 - 山原一浩 / 歌 - 神浜コウジ（CV.柿原徹也）
『レインボーライブ』より。
「Life is Just a Miracle 〜生きているって素晴らしい〜」（第4話、第10話）
作詞 - 池畑伸人 / 作曲・編曲 - 長岡成貢 / 歌 - Prizmmy☆
『ディアマイフューチャー』より。
「Never Let Me Down 〜がんばりやぁ!〜」（第5話）
作詞 - 池畑伸人 / 作曲・編曲 - 長岡成貢 / 歌 - せれのん 城之内セレナ・藤堂かのん（C.V.米澤円・明坂聡美）
『オーロラドリーム』より。
「D@nce 〜魔法のグルーヴ〜」（第5話）
作曲・編曲 - 菅原幸枝
『オーロラドリーム』より。
「Blowin' in the Mind」（第6話）
作詞 - 三重野瞳 / 作曲・編曲 - 山原一浩 / 歌 - 森園わかな（CV.内田真礼）
『レインボーライブ』より。
「Sweet time Cooking magic 〜胸ペコなんです私って〜」（第6話）
作詞 - 三重野瞳 / 作曲・編曲 - 山原一浩 / 歌 - 福原あん（CV.芹澤優）
『レインボーライブ』より。
「You May Dream」（第7話）
作詞 - 池畑伸人 / 作曲・編曲 - 長岡成貢 / 歌 - LISP
『ディアマイフューチャー』より。
「cheer! yeah!×2」（第7話）
作詞 - 三重野瞳 / 作曲・編曲 - 山原一浩 / 歌 - COSMOs（C.V.大久保瑠美・明坂聡美・三宅麻理恵）
『ディアマイフューチャー』より。
「Rosette Nebula」（第8話）
作詞 - 三重野瞳 / 作曲・編曲 - 山原一浩 / 歌 - ベルローズ（CV.戸松遥・後藤沙緒里・内田真礼）
『レインボーライブ』より。
「Switch On My Heart」（第9話）
作詞 - 池畑伸人 / 作曲・編曲 - 長岡成貢 / 歌 - 高峰みおん（C.V.片岡あづさ）
『オーロラドリーム』より。
「Dream Goes On」（第9話）
作詞 - 池畑伸人 / 作曲・編曲 - 長岡成貢 / 歌 - 春音あいら（C.V.阿澄佳奈）
『オーロラドリーム』より。
「D@nce 〜魔法のグルーヴ〜」（第9話）
作曲・編曲 - 菅原幸枝
『オーロラドリーム』より。
「ハート♥イロ♥トリドリ〜ム」（第11話）
作詞 - 三重野瞳 / 作曲・編曲 - 山原一浩 / 歌 - 彩瀬なる（CV.加藤英美里）
『レインボーライブ』より。

## 各話リスト
| 話数 | 今回のレッスンテーマ       | 紹介エピソード                                                     | レッスンのまとめ                         | 放送日        |
| ---- | -------------------------- | ------------------------------------------------------------------ | ---------------------------------------- | ------------- |
| #01  | スタアの条件               | オーロラドリーム 第1話「スタア誕生!」                              | ハピラキなハートが未来の扉を開く         | 2014年 4月5日 |
| #02  | 一番を目指すために必要な事 | ディアマイフューチャー 第1話「ハローマイフューチャー」             | いつだって前へチャレンジ                 | 4月12日       |
| #03  | 夢へのアピール方法         | レインボーライブ 第1話「私はなる!店長にな〜る!」                   | チャームポイントはいつでもアピール       | 4月19日       |
| #04  | ライバルイコール友達       | ディアマイフューチャー 第46話「センター争奪!ライバルは友達?」      | お互いを高め合うのがライバル!そんで友達! | 4月26日       |
| #05  | ライバルは大事             | オーロラドリーム 第21話「嵐のサマークイーンカップ」                | 悔し涙は明日へのパワー                   | 5月3日        |
| #06  | 自分の中の壁               | レインボーライブ 第12話「はばたけ!勇気の羽」                       | 失敗を恐れないで!心の壁を壊しちゃお!     | 5月10日       |
| #07  | 夢の咲かせ方               | ディアマイフューチャー 第31話「Cheer! Yeah! ×2 夢を咲かせちゃえ!」 | 本当の夢から逃げないで                   | 5月17日       |
| #08  | 自分らしさ                 | レインボーライブ 第29話「私はべる!店長にな〜る♪」                  | 自信を持てば自分らしさは生まれる         | 5月24日       |
| #09  | 私の夢                     | オーロラドリーム 第50話「新プリズムクイーン誕生!」                 | スタアはみんなの夢そのものズバ〜リ       | 5月31日       |
| #10  | 私の一番                   | ディアマイフューチャー 第50話「未来の私がいっちばーん!」           | 誰だってみんないっちばーん               | 6月7日        |
| #11  | 私の仲間                   | レインボーライブ 第50話「煌めきはあなたのそばに」                  | 心の煌きを重ねれば何だってできる         | 6月14日       |

## らぁら応援プロジェクト
『Prizmmy☆プレゼンツ! らぁらのデビュー応援プロジェクト!』は、2014年4月5日、5月3日、5月31日放送の本編終了後に放映される、Prizmmy☆の4人が登場するトークコーナー。
- ステージ衣装を考えよう!（第1話）
- サインを考えよう!（第5話）
- キャッチフレーズを考えよう!（第9話）

## 放送局

### 日本国内での放送
字幕放送はTXN系列のみ実施。
| 放送地域       | 放送局         | 放送期間                | 放送日時           | 系列                  | ネット状況       |
| -------------- | -------------- | ----------------------- | ------------------ | --------------------- | ---------------- |
| 関東広域圏     | テレビ東京     | 2014年4月5日 - 6月14日  | 土曜 10:00 - 10:30 | テレビ東京系列        | 製作局           |
| 北海道         | テレビ北海道   | 2014年4月5日 - 6月14日  | 土曜 10:00 - 10:30 | テレビ東京系列        | 同時ネット       |
| 愛知県         | テレビ愛知     | 2014年4月5日 - 6月14日  | 土曜 10:00 - 10:30 | テレビ東京系列        | 同時ネット       |
| 大阪府         | テレビ大阪     | 2014年4月5日 - 6月14日  | 土曜 10:00 - 10:30 | テレビ東京系列        | 同時ネット       |
| 岡山県・香川県 | テレビせとうち | 2014年4月5日 - 6月14日  | 土曜 10:00 - 10:30 | テレビ東京系列        | 同時ネット       |
| 福岡県         | TVQ九州放送    | 2014年4月5日 - 6月14日  | 土曜 10:00 - 10:30 | テレビ東京系列        | 同時ネット       |
| 日本全域       | BSジャパン     | 2014年4月5日 - 6月14日  | 土曜 10:00 - 10:30 | テレビ東京系列 BS放送 | 同時ネット       |
| 日本全域       | AT-X           | 2014年4月13日 - 6月22日 | 日曜 17:30 - 18:00 | CS放送                | リピート放送あり |

### 日本国外での放送
時間帯は全て現地時間。
台湾
2014年11月7日から2015年1月16日東森幼幼台にて、『星光少女：群星閃耀』のタイトルで毎週金曜の17時30分-18時00分に放送。普通話放送、繁体字字幕あり。

## 漫画
菊田みちよの作画で、小学館『ぷっちぐみ』2014年4月号から6月号まで全3話が連載された。7月号からはそのまま後継作品の『プリパラ』に連載が引き継がれている。